# Ялмарссон, Харальд
Харальд Оссиан Ялмарсон (швед. Harald Ossian Hjalmarson; 14 июля 1868, Стокгольм, Швеция — 16 декабря 1919, Уппсала, Швеция) — финский, шведский и персидский военный деятель, подполковник (1916).

## Биография
Родился 14 июля 1868 года в Стокгольме в семье участника Гражданской войны в США майора Ялмара Андерсона. 

В 1887 году поступил на военную службу в Северосканский пехотный полк. В 1905 году был произведен в капитаны. Однако он не видел перспективы оставаться в шведской армии, и поэтому стремился служить во французской армии, проведя год в России. В 1911 году был назначен командиром Персидской жандармерии, которая формировалась в основном из шведских добровольцев, после чего отправился в Персию для оказания помощи в подавлении повстанцев. Шведские жандармы позже приняли участие в Персидской кампании Первой мировой войны. После войны вернулся в шведскую армию.
В феврале 1918 года, Ялмарсон, наряду с некоторыми другими шведскими офицерами, уволился из армии и пошел добровольцем на Гражданскую войну в Финляндии. Всего в Финляндию отправилось 30 шведских офицеров и 50 офицеров запаса. По прибытии в Ваасу Ялмарсон вступил в финскую белую армию в звании полковника, после чего ему было поручено возглавить специальное подразделение численностью 650 человек, которое должно было пробиться через линию обороны краснофиннов, и отправиться на помощь белофинским частям в восточную часть Уусимаа. Однако в феврале Ялмарсон был разбит в битве при Хейноле.
6 марта под командованием Ялмарсона было сформировано новое подразделение, известное как группа Ялмарсона, которое вскоре примет участие в осаде и занятии Тампере. Однако из-за неопытности его солдат Ялмарсон был отправлен в отставку в звании генерал-майора. 
После окончания боевых действий, он участвовал в Белом параде Победы в Хельсинки в качестве командира Шведскую добровольческую бригаду.
После вывода шведских добровольцев из Финляндии он вновь вернулся в шведскую армию в 1919 году, однако уже в декабре покончил с собой. 